# Marimatha obliquata
Marimatha obliquata är en fjärilsart som beskrevs av Herrich-Schäffer 1868. Marimatha obliquata ingår i släktet Marimatha och familjen nattflyn. Inga underarter finns listade i Catalogue of Life.